# Reichartshausen
Reichartshausen település Németországban, azon belül Baden-Württembergben. Lakosainak száma 2143 fő (2023. december 31.).

## Népesség
A település népessége az elmúlt években az alábbi módon változott:
| Lakosok száma | 1228 | 1380 | 1531 | 1534 | 1621 | 1771 | 1853 | 2032 | 2076 | 2143 |
|               | 1961 | 1967 | 1974 | 1980 | 1987 | 1993 | 2000 | 2006 | 2013 | 2023 |